# Аускултација
Аускултација, ослушкивање, (лат. auscultatio), је једна од објективних (физикалних) метода утврђивања болести, којом се ослушкују шумови (звуци) који се стварају у организму. При раду појединих органа стварају се одређени звучни феномени (шумови и тонови), као што је то код срца, дисајних органа, великих крвних судова, органа за варење... Ови звучни феномени се кроз ткива, ваздушне и течне просторе организма, преносе на површину тела, где се могу ослушкивати, непосредно увом или уз помоћ одређених апарата (стетоскоп-слушалице).

## Историја
Ову методу као, један од облика објективног прегледа болесника први је пронашао и осмислио Рене-Теофил-Ијасент Лаенек, француски лекар, рођен у Кемперу 17. фебруара 1781, који је применом ове методе физикалног прегледа дао посебан напредак у развоју пропедевтике и бројним сазнањима о симптомима и знацима појединих болести. Овај проналазак Лаенек објављује 1819. у књизи, фр. Traite d Auscultation Mediate, у којој детаљно описује стетоскоп и начин његове примене у утврђивању болести.

## Врсте аускултације
Под појмом аускултација најчешће се, у свакодневној лекарској пракси, мисли на ослушкивање употребом стетоскопа-слушалица. Аускултација је и слушање шапата, говора, кашља, избацивања гасова, али за ове видове ослушкивања не постоје посебни називи

### Непосредна (директна) аускултација
Код непосредне аускултације, испитивач ослушкује пацијента прислањањем уха директно на површину његовог тела.

### Посредна (индиректна) аускултација
Ослушкивање, код посредне аускултације, испитивач обавља уз употребу одређеног прибора и инструмената (фонедоскопа, стетоскопа)

## Значај
Аускултација има изузетан значај у процесу утврђивања болести, и њеном применом се могу открити бројне промене у организму:
Аускултацијом срца — утврђује се квалитет срчаних тонова, откривају срчани шумови, разни поремећаји ритма и шумови изазвани трењем срчане кесе.
Ослушкивањем зглобова, мишића, тетива — или код сумње на прелом костију, могу се чути крепитације (пуцкетања) изазвана накупљањем ваздуха у овим ткивима и органима.
Аускултацијом главе и врата — могу се чути разни шумови које производе артериовенске комуникације (фистуле), разна сужења, или проширења (анеуризме) на артеријама.
Аускултацијом плућа — чују се разне звучне манифестације у току дисања, говора, шапата, као и разне вресте шумова као последица промена у органима за дисање.
Аускултацијом трбуха — ослушкују се звучне сензације које настају у току покрета црева и претакања хране у њима, или код анеуризми или сужења на трбушним артеријама.